# Кубал
Кубал (порт. Cubal) — муниципалитет в Анголе, входит в состав провинции Бенгела. Площадь — 4794 км2. Население на 2006 год — 252 254 человек. Плотность населения — 52,6 человек/км2. Крупнейший город — Кубал с населением 42 158 человек.